# Ряховский, Борис Петрович
Борис Петрович Ряховский (род. 11 ноября 1937, Свердловск) — советский и российский писатель, журналист и сценарист. Член Союза писателей Москвы.

## Биография
Родился 11 ноября 1937 года в Свердловске. Окончил железнодорожный техникум, затем работал в депо на станции Пермь II. Юность провёл в Актюбинске. В 1963 году окончил Литературный институт имени А. М. Горького.
С 1963 по 1980 год заведовал отделом литературы в журнале «Сельская молодёжь». Впервые опубликовал в периодике В. Астафьева, В. Пьецуха, А. Проханова, Ю. Домбровского, А. Битова и Л. Петрушевскую. Через возглавляемый им отдел прошли Е. Носов, Ф. Искандер, В. Афонин, В. Маканин, Н. Рубцов, Ю. Нагибин, Б. Ахмадулина, В. Соколов, В. Шукшин, А. Курчаткин, О. Сулейменов, А. Вознесенский.
У вдовы М. Булгакова Ряховский получил «Похождения Чичикова» и «Москву краснокаменную», опубликованные до того единожды в эмигрантской газете. Публиковал рассказы запрещенного в те годы Ю. Домбровского.
В 1960—1970-е годы Ряховский заведовал «Библиотекой подвига и приключений» — литературным приложением к журналу «Сельская молодёжь».
Первой книгой писателя стала вышедшая в 1965 году «Робинзонада Яшки Страмболя», объединившая три детских повести. За ней последовали повести «Золотая полоса» об уральских старателях и «Счастливый дом» о приключениях гидрогеологов в казахской степи, а также сборник рассказов  «Тополиная роща» об исторических связях русских и казахстанцев, о совместном освоении целины. Затем вышла известная многим советским детям сказочная повесть «Как Саушкин ходил за спичками». В конце 1980-х появилась книга «За островом за облаками», где были собраны самые известные детские повести писателя.
В 1980 году был выпущен мультфильм «Возвращение» по сценарию Ряховского, а в 1981-м — мультипликационный мини-сериал «Жил-был Саушкин» по повести писателя.
В 1980-х годах вышли романы «И бывшие с ним» (о землячествах в столице) и «Четыре предания». Позже в «Литературной России» публиковались главы из исторического романа о средневековой Руси «Белый град».
В 1986 году режиссёр Сергей Соловьёв экранизировал повесть Ряховского «Отрочество архитектора Найдёнова», опубликованную в журнале «Новый мир» в 1978 году. В том же 1986 году фильм «Чужая белая и рябой» получил Большой специальный приз на 43-м Венецианском международном кинофестивале.
Соловьёв писал: «Я снимал фильм „Чужая Белая и Рябой“ по гениальной повести Ряховского. Просто великий писатель — Борис Ряховский. Никому он сейчас не интересен, другие величия в моде и в цене».
В 1989 году на экраны вышел фильм Абая Карпыкова «Влюблённая рыбка» по сценарию Ряховского.
В 2016 году главное произведение Ряховского — «Отрочество архитектора Найденова» — вышло отдельной книгой. Автобиографическая повесть рассказывает о юности в послевоенном Актюбинске. Издание было дополнено эссе об истории голубятничества как субкультуры в послевоенном СССР. «…Писатель Борис Ряховский — автор едва ли не единственной русской „голубиной“ прозы, — сообщает радио „Свобода“, — исследователь этой субкультуры в послевоенном СССР». Автор дополнил книгу эссе об истории голубятничества, равнявшего и подростка, и взрослого, и ссыльного, и образцового комсомольца, и уголовника — в их любви к голубю, в их яростном, порой и неосознанном, стремлении к красоте и свободе.
Ч. Айтматов писал об этой вещи Ряховского в 1978 году, когда «Отрочество…» вышло в «Новом мире»: «Повесть Бориса Ряховского читается с напряжением; в ней чрезвычайная концентрация фактов, событий, характеров, она захватывает изображением послевоенного времени, когда формировалось нынешнее среднее поколение… Небольшой степной городок, над крышами которого клубятся голубиные стаи; мир голубятников со своими неписаными законами, нравами — и подросток, восставший против его бессмысленной жестокости и тем утверждающий себя как личность».
Книги Ряховского в переводах издавались в Венгрии, ГДР, Чехословакии и ПНР.

## Семья
Жена — Наталья Николаевна Ряховская. Дочь — Мария (род. 1975), писатель и журналист.

## Произведения
- 1965 — Робинзонада Яшки Страмболя
- 1972 — Золотая полоса
- 1976 — Счастливый дом
- 1980 — Тополиная роща
- 1981 — Как Саушкин ходил за спичками (переиздана в 2009 году)
- 1983 — В степи и в горах
- 1984 — И бывшие с ним
- 1986 — За островом за облаками
- 1987 — Четыре предания
- 1988 — Мудрый Жиренше и красавица Карашаш
- 2016 — Отрочество архитектора Найденова